# Sporanaerobacter acetigenes
Sporanaerobacter acetigenes è una specie di batterio appartenente alla famiglia delle Peptostreptococcaceae.